# Detektiv Zdravc
Detektiv Zdravc je detektivska zgodba za najmlajše. Knjigo je napisal Goran Gluvić, ilustracije je prispeval Marko Zorović; spremno besedo je napisal Tadej Čater. Knjiga je izšla leta 2004.

## Vsebina
Zgodba govori o osmošolcu Zdravcu, ki hoče postati detektiv. Živi v svetu kriminalnih romanov in detektivk. Zdravc rešuje različne primere. 
Na začetku mu šolski psiholog Sajko naroči, naj ugotovi, zakaj nek prvošolec joka. Prvošolec Zdravcu pove, da je žalosten, ker pogreša svojo igračo (plišastega medveda). Ko Zdravc izve vzrok jokanja, je zanj primer rešen. 
Drugi primer je, ko šestošolcu Maretu ukradejo radirko, ki mu prinaša srečo pri matematičnih testih. Zdravc se odloči, da bo o tem vprašal Maretove sošolce. Zdravc vstopi v Maretov razred in pove, da je prišel zaradi izgubljene radirke. Še preden pove do konca, učenec Darko vstane in prizna, da je on vzel radirko, saj je upal, da mu bo prinesla srečo pri kontrolni nalogi. 
Tretji primer je gladovna stavka. Dva učenca protestirata, ker nista zadovoljna s šolsko prehrano. Zahtevata, da bi bile v jedilnik vključene sladkarije. 
Četrti primer pa govori o izginotju tete Barbare, ki se namenoma skrije v prodajalno ur in tam čaka, če jo bo Zdravc našel. Flora ga usmerja k reševanju primera, saj sta skupaj s teto načrtovali ta primer. Zdravc opazi, da so vrata tetine hiše odprta, čeprav je ni doma. Ko vstopi v hišo na mizi opazi listek z napisom: Dktibsm dr b ptofsjslni ut. Sporočilo razvozla in ugotovi, da se teta Barbara nahaja v prodajalni ur. S Floro oditeta v prodajalno ur in tam res najdeta teto, ki nečaku čestita za uspešno rešen primer. Obljubi mu, da bo napisala kriminalni roman, v kateri bo v vlogi detektiva nastopal Zdravc.

## Predstavitev glavne književne osebe
Zdravc je glavna književna oseba. Je preprost deček, ki hodi v osmi razred. Vse življenje sanja, da bi postal detektiv. Šolski psiholog Sajko mu ponudi vlogo šolskega detektiva, kjer Zdravc lahko pokaže svoj detektivski talent. Ima prijateljico Floro, ki mu pri vsem tem pomaga.

## Analiza
Detektiv Zdravc (2004) je mladinsko delo z detektivskimi motivi. Zdravc je imenovan kot detektiv, čeprav nima primerne izobrazbe in primerov ne rešuje profesionalno. Primeri se v bistvu rešijo kar sami, saj so tako preprosti, da za rešitev ni potrebno nobenega znanja in izkušenosti. V četrtem primeru Flora nagovarja Zdravca in ga tako tudi pripelje do rešitve. Razpleti primerov so predvidljivi. 
Glavna književna oseba v zgodbi je Zdravc, stranske osebe pa so: sošolka Flora, teta Barbara, psiholog Sajko, Zdravčeva mati, prvošolec, matematičar Mare, osmošolca, trener Vojtka.
V mladinskem delu Detektiv Zdravc težko določimo zasnovo, vrh in razplet, saj se primeri med seboj prepletajo. Ni kronološkega zaporedja.
Slog pisanja je preprost, zato je knjiga primerna za mlajše bralce.
Dogajalni čas je jesen.
Dogajalni prostor je omejen na: osnovno šolo, ki jo je Zdravc obiskoval, hišo tete Barbare in prodajalno ur.